# 弗兰切斯卡·波尔切拉托
弗兰切斯卡·波尔切拉托（義大利語：Francesca Porcellato，1970年9月5日—），意大利女子越野滑雪、自行车、田径运动员。她曾代表意大利参加1988年、1992年、1996年、2000年、2004年、2006年、2008年、2010年、2014年、2016年和2020年残疾人奥林匹克运动会，获得三枚金牌、四枚银牌和七枚铜牌。